# Chu-lu-tao
Chu-lu-tao (čínsky pchin-jinem Húludǎo, znaky 葫芦岛) je městská prefektura v Čínské lidové republice, kde patří do provincie Liao-ning. Celá prefektura má 10 582 čtverečních kilometrů a v roce 2020 zde žilo necelých dva a půl milionu obyvatel.

## Poloha
Chu-lu-tao leží na jihozápadě provincie Liao-ning na západním pobřeží Liaotungské zátoky Pochajského moře. Na severu hraničí s Čchao-jangem, na severovýchodě s Ťin-čou a na jihozápadě s provincií Che-pej. Jakožto první město za Šan-chaj-kuanem slouží coby vstupní brána na severovýchod.

### Doprava
Je zde stanice nejstarší čínské vysokorychlostní tratě Čchin-chuang-tao – Šen-jang.

## Administrativní členění
Městská prefektura Chu-lu-tao se člení na šest celků okresní úrovně, a sice tři městské obvody, jeden městský okres a dva okresy.
| Lien-šan Lung-kang Nan-pchiao okres · Suej-čung okres · Ťien-čchang městský okres · Sing-čcheng |        |                       |                    |                                  |
| Název                                                                                           | Název  | Počet obyvatel (2020) | Rozloha km² (2020) | Hustota zalidnění (obyv. na km²) |
| český přepis                                                                                    | znaky  | Počet obyvatel (2020) | Rozloha km² (2020) | Hustota zalidnění (obyv. na km²) |
| Městské obvody                                                                                  |        |                       |                    |                                  |
| Lien-šan                                                                                        | 连山区 | 468 110               | 1 173              | 399                              |
| Lung-kang                                                                                       | 龙港区 | 294 250               | 190                | 1 551                            |
| Nan-pchiao                                                                                      | 南票区 | 182 135               | 1 003              | 182                              |
| Městský okres                                                                                   |        |                       |                    |                                  |
| Sing-čcheng                                                                                     | 兴城市 | 490 300               | 2 135              | 230                              |
| Okres                                                                                           |        |                       |                    |                                  |
| Suej-čung                                                                                       | 绥中县 | 545 963               | 2 906              | 188                              |
| Ťien-čchang                                                                                     | 建昌县 | 453 436               | 3 175              | 143                              |
|                                                                                                 |        |                       |                    |                                  |
| Celkem                                                                                          | Celkem | 2 434 194             | 10 582             | 230                              |

## Partnerská města
- Las Vegas, Nevada, USA